# Кабиријине ноћи (филм)
Кабиријине ноћи (итал. Le notti di Cabiria) је драмски филм из 1957. чији је косценариста и режирао Федерико Фелини. У филму глуми Ђулијета Масина као Кабирија, проститутка која живи у Риму а такође играју и Франсоа Перије и Амедео Назари. Филм је заснован на причи Фелинија, која се проширила на сценарио заједно са својим косценаристима Ениом Флајаном, Тулиом Пинелијем и Пјером Паолом Пасолинијем.
Поред награде за најбољу глумицу на Филмском фестивалу у Кану коју је освојила Ђулијета Масина, Кабиријине ноћи освојиле су Оскара 1957. за најбољи филм на страном језику.

## Радња
У предграђу Рима, проститутку Кабирију у реку гура њен љубавник Ђорђо, који је све време обећавао да је воли и да ће је оженити, и побегао са њеном торбицом. Три дечака примећују Кабирију и извлаче је из реке и спасавају је од утапања. Али она се само увреди и незахвална се враћа кући. Следећег дана одлази на посао на улице Рима са својом пријатељицом Вандом. Алберто, љубазни глумац и женскарош, покупи је на улици и одведе у своју вилу. Али пре него што је било шта могло да се деси, појавила се његова љубавница Џеси, па је Кабирију сакрио у орман. Ујутро јој Алберто плаћа ноћење, иако није хтела да прими новац пошто није пружила услуге, и шаље је напоље. Кабирија одлази у цркву у којој се чудо догодило, а затим у неку забавну емисију где је мушкарац хипнотише и тако публици открива неке њене тајне. Касније упознаје Оскара, који тврди да се заљубио у њу у емисији. Полако почиње љубавну везу са њом и убеђује је да прикупи своју уштеђевину и пресели се с њим у његов дом како би се венчали. Кабирија пристаје, али је и он превари, краде новац и бежи. Кабирија иде низ пут тужна, али се на крају смеје

## Глумачка подела
- Ђулијета Масина као Кабирија Чекарели
- Франсоа Перије као Оскар Д'Онофрио
- Франца Марзи као Ванда
- Доријан Греј као Џеси
- Алдо Силвани као чаробњак
- Енио Гиролами Амлето макро
- Амедео Наззари као Алберто Лазари
- Франко Фабрици као Ђорђо

## Продукција
Име Кабирија је позајмљено из италијанског филма Кабирија из 1914. године, док је лик саме Кабирије преузет из кратке сцене у Фелинијевом ранијем филму, Бели шеик. Управо је Мазинин наступ у том ранијем филму инспирисао Фелинија да сними филм. Међутим, нико у Италији није био вољан да финансира филм у коме су проститутке биле хероине. Коначно, Дино де Лаурентис је пристао да уложи новац. Фелини је неке од ликова базирао на правој проститутки коју је упознао на снимању филма Il bidone. За аутентичност, у дијалогу му је помогао Пјер Паоло Пазолини, познат по познавању римског криминалног подземља.
Ноћи Кабирије снимане су у многим областима широм Италије, укључујући Ачилију, Кастел Гандолфо, Каракалине терме и реку Тибар.

## Пријем
У време када је филм први пут објављен у Америци, критичар Њујорк Тајмса Бозли Краутер дао је мешовиту рецензију филму: Попут Ла Страде и неколико других послератних италијанских неореалистичких филмова, овај је сигурније усмерен ка развоју теме а не заплета. Фокус филма нису толико сукоби који се дешавају у животу хероине колико дубоке, основне импликације људског патоса које показује образац њеног живота... Али постоје две слабости у Кабирији. Има тмурну атмосферу и има нечег неухватљивог и недовољно у карактеру јунакиње. Њена одећа је чудна и нелогична за миље у којем живи, а њени фарсични манири се сукобљавају са ружним реализмом теме.
С друге стране, по оригиналном приказивању 1957. године, француски режисер Франсоа Труфо сматрао је да је Кабирија најбољи Фелинијев филм до сада. Филм је 1957. године заузео треће место на листи „Топ 10 филмова године “ Cahiers du Cinéma.
Четрдесет година касније, Њујорк Тајмс је објавио нову рецензију Кроутерове наследнице, Џенет Маслин. Она је филм назвала кинематографским ремек-делом и додала да последњи снимак Кабирије вреди више од свих блокбастера које Холивуд може да понуди. Ово је убедљиво предоминантна оцена уметничких остварења филма.
Филмски критичар Роџер Иберт осврнуо се углавном на радњу и Фелинијеву позадину: „Фелинијеви корени као филмског ствараоца су у послератном италијанском неореалистичком покрету а његови рани филмови имају оштрину која се постепено замењује блиставим фантазмама каснијих остварења. Кабиријине ноћи је прелазна; она указује на визуелну слободу Ла Долче Вита, док је и даље пажљива према стварном свету послератног Рима. Сцена која укључује доброг самарићанина пружа оквир за приказивање људи који живе у градским пећинама и испод мостова, али још дирљивија је сцена у којој протагонисткиња предаје кључеве своје куће великој и очајнички сиромашној породици која ју је купила. Дао је филму четири звездице од четири и уврстио га на своју листу сјајних филмова.
Године 1998. филм је поново објављен, рестауриран, са додатом седмоминутном секвенцом (са човеком који даје храну сиромашним људима који живе у пећинама) коју су цензори исекли након премијере. The Village Voice је сврстао филм на број 112 на својој листи 250 најбољих филмова века 1999. године, на основу анкете критичара.
Rotten Tomatoes наводи је да је 100% критичара дало позитивну рецензију филму, на основу 42 критике. Консензус критичара каже: „Ђулијета Мазина је изванредна као хронични несрећник са неукротивим духом у неумољиво суморној – али на крају уздигнутој – одисеји кроз сломљено срце Федерика Фелинија.

## Награде
- Филмски фестивал у Кану: најбоља глумица,Ђулијета Мазина; ОЦИЦ награда - Специјално признање, Федерико Фелини; 1957.[16]
- Награде Давид ди Донатело, Италија: Давид, најбољи режисер, Федерико Фелини; Најбоља продукција, Дино де Лаурентис; 1957. године.
- Међународни филмски фестивал у Сан Себастијану: награда Зулуета, најбоља глумица, Ђулијета Мазина; 1957. године.
- Оскар : Оскар, најбољи филм на страном језику, Италија; 1957.[17] Добитници - Федерико Фелини и Дино Де Лаурентис
- Италијански национални синдикат филмских новинара: Сребрна трака, најбоља глумица, Ђулијета Мазина; Најбољи режисер, Федерико Фелини; Најбољи продуцент, Дино де Лаурентис; најбоља споредна глумица, Франка Марци; 1958.
- Награде Сант Јорди, Барселона, Шпанија: најбоља страна глумица, Ђулијета Масина; Најбољи страни режисер, Федерико Фелини; најбољи страни филм, Федерико Фелини; Најбољи страни сценарио, Енио Флајано, Тулио Пинели и Пјер Паоло Пасолини; 1959. године.
- Награде Cinema Writers Circle, Шпанија: ЦЕЦ награда, најбољи страни филм, Италија; 1959.[18]

## Наслеђе
Амерички мјузикл Sweet Charity (и његова филмска адаптација) заснован је на Фелинијевом сценарију. У јануару 2002. године, филм (заједно са Улицом) је изгласан на 85. месту листе „100 најбољих филмова свих времена“ од стране Националног друштва филмских критичара. Филм се нашао на 87. месту листе Би-Би-Сија „100 највећих филмова на страном језику” за коју је гласало 209 филмских критичара из 43 земље широм света.